# Munchon
Munch'ŏn (Hán Việt: Văn Xuyên thị) là một thành phố Cộng hòa Dân chủ Nhân dân Triều Tiên nằm trong tỉnh Kangwŏn. Thành phố nằm ở bờ Biển Nhật Bản (Biển Đông Triều Tiên). Thành phố Munch'ŏn nằm bên vịnh Yŏnghŭng, vịnh trong Biển Nhật Bản, ở khu vực đất thấp duyên hải. Dãy núi Masikryŏng nằm về phía tây nam. Dãy núi Sokko và dãy núi Ch'ŏnryŏng cũng nằm ở đây và đỉnh núi Kulttuk là đỉnh cao nhất ở khu vực. Sông chính chảy qua khu vực là sông Namchŏn. Thành phố được chia thành 16 tong và 14 ri.